# Bojčo Brănzov
Bojčo Brănzov (en bulgare : Бойчо Брънзов), né le 28 mai 1946, à Zhelyazovo, en Bulgarie et décédé le 2 juin 2003, est un ancien joueur bulgare de basket-ball.